# Emiliano de Antioquia
Emiliano (em grego: Αιμιλιανός) foi um bispo bizantino do século XI que exerceu a função de patriarca de Antioquia de antes de 1065 até 1074. Ao longo de sua carreira envolveu-se em várias trocas de correspondência com Miguel Pselo, um amigo íntimo seu. Em 1074, foi expulso de Antioquia pelo duque recém-nomeado Isaac Comneno e parte para Constantinopla, onde envolveu-se com a política da corte. Em 1078, envolveu-se com as revoltas contra o imperador e talvez participou na proclamação de Nicéforo III Botaniates (r. 1078–1081).

## Biografia

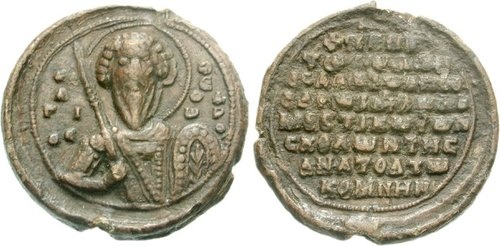
Selo de Isaac como protoproedro e doméstico das escolas do Oriente na década de 1070

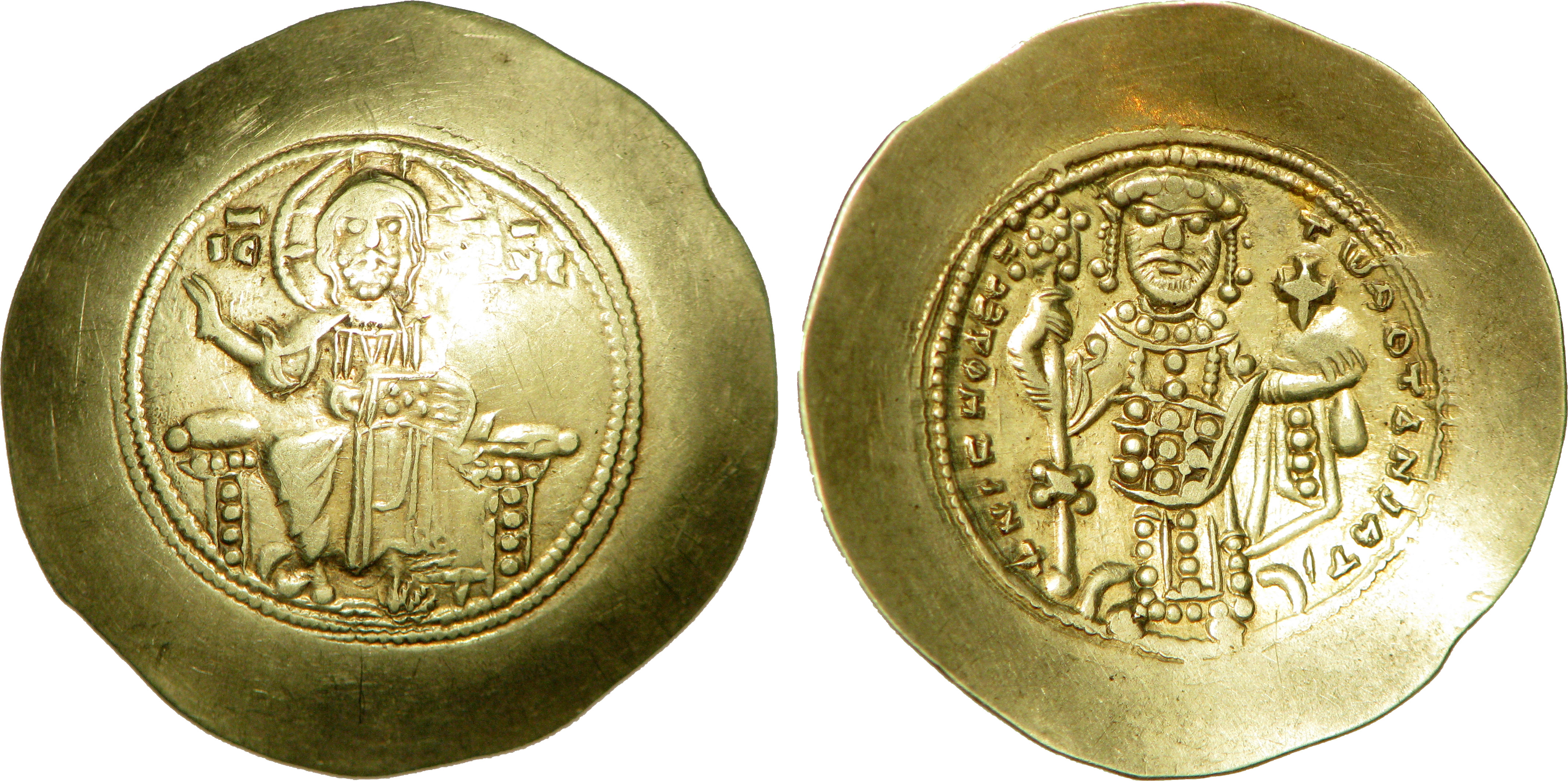
Histameno de r.

Emiliano é mencionado pela primeira vez em 1065, quando Miguel Pselo agradece-o por sua carta. Nela discutia-se sobre a comunhão com Deus e com os grandes da Terra. No mesmo ano José, um amigo em comum deles, louva-o por seu progresso em virtude. Em 1066, Emiliano responde uma carta de Pselo, afirmando que ele e Antioquia estavam desfrutando sua carta, embora considerasse que nela há muito louvor. Em 1073, Pselo escreveu uma nova carta, agora em defesa do monge Nicolau que fora exilado pelo patriarca. Para Pselo, a sentença foi muito severa, e deveria ser cancelada, porém Emiliano, em uma segunda carta, recusa-se a atender o pedido de restauração. Apesar da recusa, Pselo repete o pedido ao patriarca, alegando que ele, como domador de bárbaros, deveria curá-lo já que era um homem abandonado e desesperado.
Nesse mesmo ano, Emiliano partiu à capital e enviou uma carta para cobrir o tempo desde que partiu. Nela, intimida os monges do Mosteiro Taumaturgo e pede para Pselo ajudá-los visitando a capital. Mais adiante, Pselo escreve uma carta sobre um antioquino que ambos ajudaram no passado e solicita que Emiliano confirme uma honraria dada a ele pelo patriarca anterior, Teodósio Crisoberges (1057–após 1159). Outras cartas foram enviadas por Pselo ao longo do ano solicitando que Emiliano mantivesse correspondência, embora o patriarca não atende o apelo. Apesar disso, Pselo trabalhou duro com o imperador em seu nome.
Em 1074, Isaac Comneno foi nomeado pelo imperador Miguel VII Ducas (r. 1071–1078) e seu ministro Niceforitzes como o novo duque de Antioquia com a missão de remover Emiliano da cidade, uma vez que, segundo Nicéforo Briênio, o Jovem, estava instigando os habitantes contra a autoridade imperial. Após receber muita honra, Isaac fingiu estar favorável ao patriarca, porém durante uma caçada nas propriedades patriarcais, ele retornou para a cidade e enviou a ordem imperial ordenando-o partir. Emiliano, tomado pela raiva, foi para Laodiceia, onde permaneceu por alguns dias até sua bagagem ser trazida, e então navegou para Constantinopla. Em 1078, Emiliano incitou as pessoas contra o imperador e provavelmente esteve envolvido na proclamação do general Nicéforo como Nicéforo III Botaniates em 25 de março de 1078.